# Istiqlal-Moschee
Die Istiqlal-Moschee (oder Masjid Istiqlal, Unabhängigkeitsmoschee) in Jakarta, Indonesien ist die größte Moschee in Südostasien. Die indonesische Regierung ließ die Moschee, die mehr als 120.000 Gläubigen Platz bietet, im Jahre 1975 erbauen.